# Bronze au béryllium

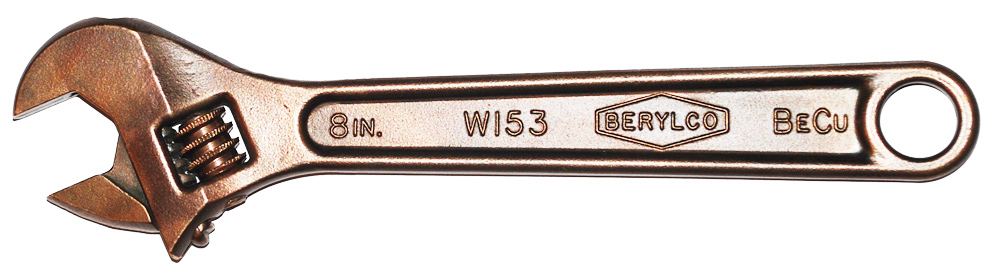
Clé à molette en alliage de cuivre et béryllium marquée BeCu

Le bronze au béryllium ou cuprobéryllium  (CuBe ou BeCu) est un alliage de cuivre et de béryllium utilisé pour ses propriétés mécaniques remarquables. Il combine une grande résistance avec des propriétés non magnétiques, il est  également antidéflagrant, dans la mesure où son utilisation ne provoque pas d'étincelles. 

## Propriétés
Le bronze au béryllium est ductile, peut être utilisé pour la soudure et entre dans la composition d'autres alliages.  Il est résistant à l'oxydation (par exemple l'acide chlorhydrique ou l'acide carbonique). Il possède une grande résistance (1 400 MPa), la plus grande des alliages de cuivre.

## Toxicité
Sous forme solide, le cuprobéryllium ne présente pas de danger pour la santé. Toutefois, l'inhalation de poussières ou de fumées contenant du béryllium peut causer de sérieux problèmes pulmonaires chez certains individus (bérylliose).

## Utilisations
Le cuprobéryllium est antidéflagrant. Cette particularité lui vaut d'être utilisé pour la fabrication d'outils servant en milieux pouvant présenter de vapeurs explosives, tels qu'en plate-forme pétrolière ou mines. Le cuprobéryllium convient à la règlementation ATEX pour une utilisation en Zone 0, Zone 1 et Zone 2. Un autre alliage utilisé pour les outils antidéflagrants est le cuproaluminium. Comparés aux outils en acier, les outils en cuprobéryllium sont plus chers, moins solides et durent moins longtemps. Mais les avantages en milieux explosifs surpassent les inconvénients. 

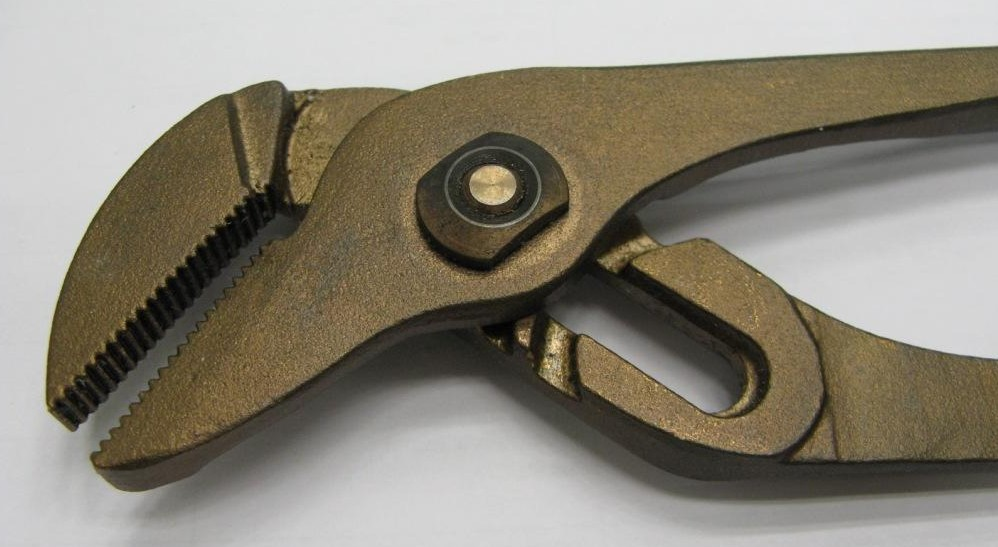
Une pince en alliage de cuivre et de béryllium.
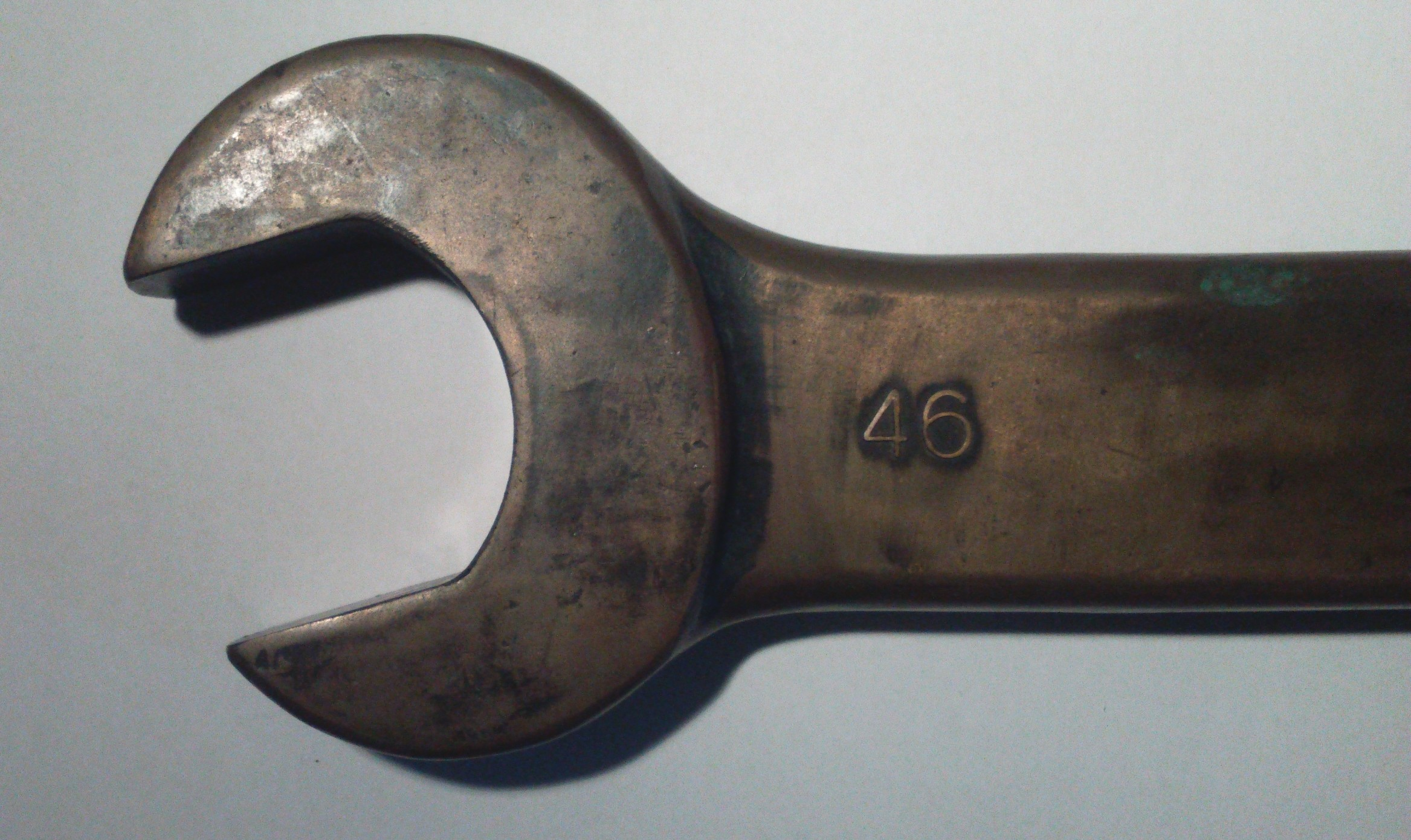
Une clef de 46 en cuprobéryllium.

Cet alliage non ferreux peut être utilisé dans les ressorts, capteurs de force et autres dispositifs devant garder leur forme pendant une période d'exposition à une contrainte.
L'alliage avec 2 % de béryllium (souvent appelé UBE2) est l'alliage de cuivre qui a les caractéristiques mécaniques les plus élevées (résistance pouvant attendre 1 500 Mpa (ou 45 HRC) après revenu de durcissement grâce au phénomène de durcissement structural). 
Ses excellentes caractéristiques mécaniques associées à une bonne conductibilité électrique et thermique, ses propriétés d'amagnétisme, de bonne résistance à l'usure et à la plupart des milieux corrosifs, ainsi que sa bonne tenue aux températures cryogéniques, l'amènent à être utilisé par la plupart des industries, en particulier dans :
- L'électromécanique
- La connectique
- L'aéronautique
- La mécanique
- L'injection plastique

Il est également utilisé pour la fabrication d'instruments de percussions de qualité professionnelle, en particulier pour les tambourins et triangles dans lesquels il est apprécié pour son ton clair et une bonne résonance. Contrairement à d'autres matériaux, un instrument composé de cuprobéryllium conservera un ton constant tout le temps de la résonance.